# Saimiri oerstedii citrinellus
El mono ardilla de Costa Rica o Saimiri oerstedii citrinellus es una subespecie del mono ardilla de América Central. 

## Distribución
Su área de distribución está restringida en la costa Pacífica central de Costa Rica. El extremo norte de su área de distribución es el Río Tulín y el extremo sur de su alcance es el Río Grande de Térraba. Al sur de este río es reemplazado por S. oerstedii oerstedii. Hay poblaciones que están muy fragmentadas y las subespecies no ocurren en todos los lugares dentro de su ámbito.

## Descripción
El Saimiri oerstedii citrinelluses es de color naranja o rojizo, con la cabeza negra. Se diferencia del Saimiri oerstedii oerstedii porque las entrepiernas y las partes inferiores no son tan amarillentas como las del Saimiri oerstedii citrinellus. Algunas autoridades también consideran que la cabeza del Saimiri oerstedii citrinellus es menos negra que la del Saimiri oerstedii oerstedii, pero otras autoridades opinan que eso es una característica que varía por la edad más que por subespecie.
Los adultos alcanzan una longitud de 266 y 291 milímetros (10.5 y 11.5 pulgadas), incluyendo la cola, y un peso entre 600 y 950 gramos (21 y 34 onzas).  La cola es más larga que el cuerpo y mide entre 362 y 389 milímetros (14.3 y 15.3 pulgadas)  de longitud. Los machos tienen un peso promedio de 829 g (29.2 onzas) y las hembras tienen un peso promedio de 695 g (24.5 onzas).

## Alimentación
El Saimiri oerstedii citrinellus es arbóreo y está activo durante el día. Vive en grupos que contienen varios machos, muchas hembras adultas y jóvenes. Es omnívoro, con una dieta que incluye insectos e insectos de tierra (especialmente saltamontes y orugas), arañas, frutas, hojas, corteza, flores y néctar. También se alimenta de pequeños vertebrados, incluyendo murciélagos, aves, lagartijas y ranas. Encuentra su alimento buscando entre los niveles bajos y medios del bosque.

## Conservación
En el 2008, el Saimiri oerstedii citrinellus fue evaluado por la Unión Internacional para la Conservación de la Naturaleza(IUCN) como una “especie en peligro”. Esto fue un mejoría de evaluaciones anteriores, en la cual las subespecie estaba evaluada como “críticamente en peligro”. Está listado como en peligro de extinción porque su hábitat, pequeño y severamente fragmentado, solo alcanza 3,500 kilómetros cuadrados (1,400 sq mi), y continúa disminuyendo. Hay esfuerzos conservacionistas dentro de Costa Rica para tratar evitar la extinción de este mono.